# Vägren

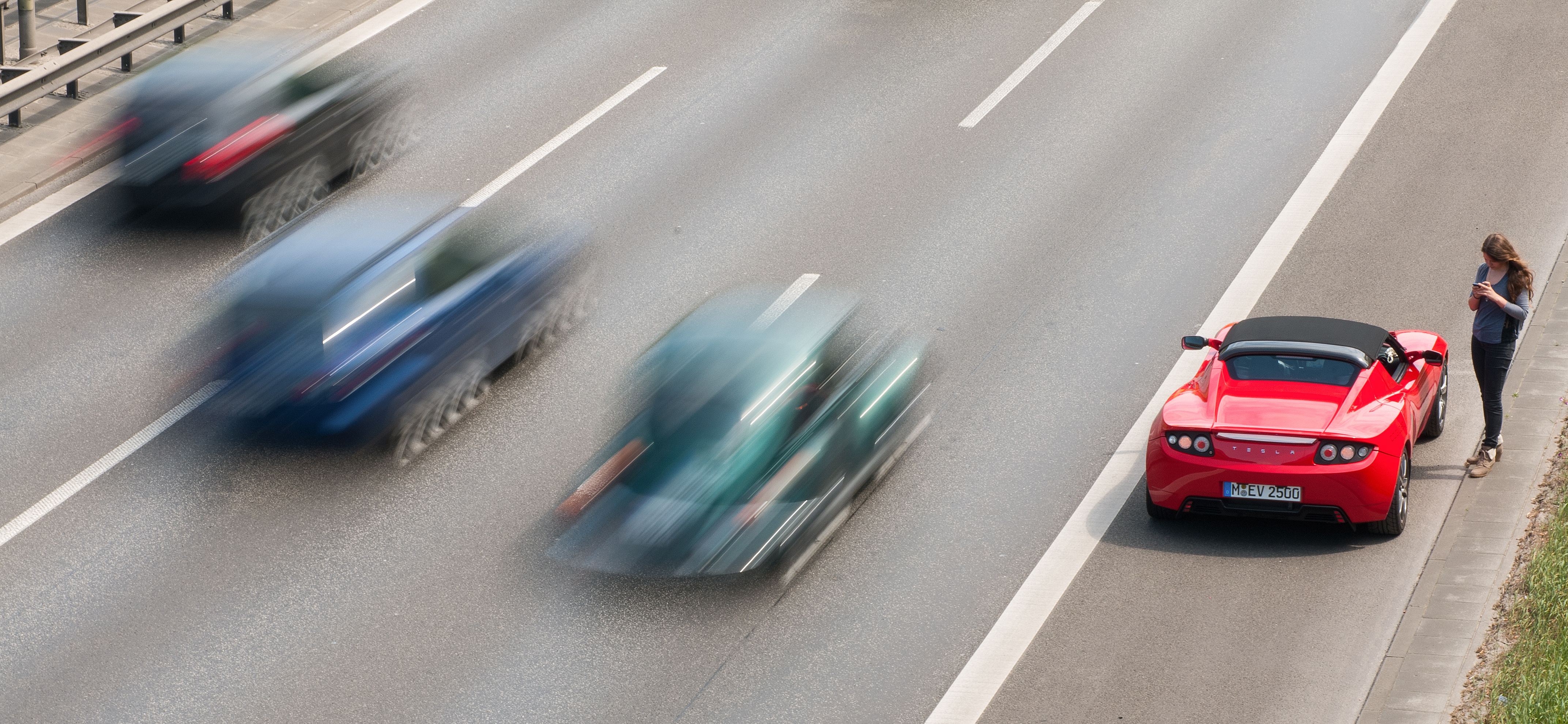
En Tesla Roadster i vägrenen på Bundesautobahn 100 i Berlin.

Vägren kallas den del av väg som ligger vid sidan av körbanan. Vägrenen kan vara gräsklädd, grusbeklädd eller belagd. I Sverige är vägrenen regelmässigt belagd.

## Etymologi
Efterledet -ren har samma rot som ordet ränna. Det har även använts på åker och ängsmark som till exempel "dikesren" och "ängsren". Dikesrenen var den obrukade mark längs diket där marken var för lös eller brant för att kunna brukas och ängsrenen var en obrukad ränna som utgjorde gräns mellan ägor.

## Funktion
Vägrenen är en viktig del av vägbanan. Detta beror på att den ökar vägtrafikens tillförlitlighet och minskar olycksrisker för både trafikanter, vägarbetare och bilbärgare. Vägrenens många funktioner inkluderar:
1. Ge utrymme för förare att återta kontrollen över sitt fordon vid sladd och liknande tillbud.
2. Ge utrymme för nöduppställning av fordon som gått sönder eller fått bränslestopp.
3. Ge utrymme för att under säkra former genomföra rutinmässiga driftåtgärder på vägen.[3]
4. Utgöra tillfällig körbana i samband med trafikolyckor, större vägunderhållsåtgärder (t.ex. omasfaltering) och ombyggnation.
5. Utgöra del av vägens säkerhetszon.
6. Bidra till god horisontell siktlängd.
7. Genom att ge välgrundad känsla av trygghet maximera trafikflödet och därmed vägens framkomlighet. På vägsträckor med smal vägren ökar variationen i hastighet i samband med stressande företeelser, så som tvär kurva, skymd sikt osv, i jämförelse med sträckor där vägrenen är bred.
8. Ge huvudfilernas ytterkant sidostöttning och därmed förebygga att kanten deformeras av tunga fordon.
9. Fungera som gång och cykelbana vilken vid behov även kan användas av övriga trafikanter (vilket ej är tillåtet på markerad gång eller cykelbana).

## Regler
Vägrenen är främst avsedd för gående, cyklar, mopeder och långsamtgående fordon men den får användas av övriga trafikanter.
Man får tillfälligt färdas på vägrenen för att t.ex. underlätta omkörning. När man lämnar vägrenen har man väjningsplikt mot fordon som redan är ute på körbanan enligt utfartsregeln. Det är inget krav att använda vägrenen och det är förbjudet att tränga ut någon på vägrenen.
Vägrenar på motorvägar/motortrafikleder har helt andra regler. Det är förbud mot gående, cyklister, mopeder (även moped klass I) och långsamtgående fordon och vägrenen avskiljs med spärrlinje, vilket gör det förbjudet att färdas på den, utom vid nödstopp, bogsering och dylikt.

## Vägrenens bredd
I Sverige finns flera olika vägrensbredder. De bredaste vägrenarna på landsväg finns på tvåfiliga 13-metersvägar, nästan 3 meter breda, men de flesta sådana vägar har byggts om eller kommer att byggas om till så kallade mötesfria landsvägar (2+1-vägar med vajerräcke) och förlorar då vägrenarna. Motorvägar har i allmänhet breda vägrenar. På senare år har ett antal nya vägsträckor klassats som motorvägar trots att inre vägren och/eller bred yttre vägren saknas.
I USA är standardbredden 12 fot (cirka 3,7 meter) på landsväg. I vissa fall används 14 fot (4,3 meter). I stadsmiljö är utrymmet ofta mindre, vilket gjort att där är bredden ofta från 10 ned till 6 fot (3,0 till 1,8 meter).